# Gringott
Gringott je banka, v kateri Harry Potter in drugi čarovniki hranijo svoj denar. Nahaja se na Prečni ulici. Uslužbenci v tej banki so goblini. To so zelo majhna a pametna bitja. Slab vtis nanje narediš, če kaj ukradeš.  Takrat je kazen zelo kruta, saj že na vratih piše:
Vstopi, pozabi pa nikar,
naj ne zvabi te denarja čar.
Ker kdor, jemlje pa ne služi,
kmalu valja se v krvavi luži.
Če pri nas iščeš zaklad,
in ukradel bi ga rad,
posvarimo te takoj, ti tat,
raje ne prestopi naših vrat.
```
Goblini so mnenja, da je lastnik predmetov tisti, ki jih naredi ne tisti, ki jih kupi. S čarovniki se po večini ne razumejo dobro, saj so mnenja, da jim odrekajo pravico do skrivnosti čarobnih palic. Eden izmed znanih goblinov je Kremplack, ki se najpodrobneje omenja v prvem in zadnjem, sedmem delu pripovedi. V slednjem Harry in njegova prijatelja Ron in Hermiona vdrejo v sef. Žal jim ne uspe popolno, saj goblin Kremplack, ki jim je pomagal priti v njega, ne pomaga priti iz njega. Odide z mečem, ter pusti prijatelje same v sefu gospe L'Ohol. S seboj vzamejo skrižven - čašo čarovnice Pihpuff, ter odidejo z zmajem, saj je to edini način odhoda. 
```